# LL Водолея
LL Водолея (лат. LL Aquarii), HD 213896 — двойная затменная переменная звезда типа Алголя (EA) в созвездии Водолея на расстоянии приблизительно 449 световых лет (около 138 парсеков) от Солнца. Видимая звёздная величина звезды — от +9,86m до +9,23m. Орбитальный период — около 20,178 суток.

## Характеристики
Первый компонент — жёлтый карлик спектрального класса G0 или G1V. Эффективная температура — около 5926 К.